# Jakub Šašinka
Jakub Šašinka (* 2. října 1995) je český profesionální fotbalista, který hraje na pozici útočníka. Od roku 2023 je hráčem jihočeského klubu FC Silon Táborsko. Je také bývalý český mládežnický reprezentant.
Mimo ČR působil na klubové úrovni na Slovensku, v Řecku a ve Spojených arabských emirátech.

## Klubová kariéra
Svoji fotbalovou kariéru začal v MFK Karviná. Nejdříve hrál za mládežnické kategorie a poté se dostal v září 2014 do A-týmu. V 1. české lize debutoval 13. září 2014 v utkání s FK Mladá Boleslav (výhra 1:0). V roce 2015 byl na stáži v německé Borussii Dortmund.

Na jaře 2017 hostoval ve slovenském druholigovém klubu FK Poprad, do týmu jej chtěl trenér František Šturma.

## Reprezentační kariéra
Šašinka hrál za mládežnické reprezentace ČR U16, U18, U19 a U20.

## Osobní život
Jeho mladším bratrem je Ondřej Šašinka.